# Yuka Miyazaki
Yuka Miyazaki (宮﨑 有香 Miyazaki Yuka?,  nacido el 13 de octubre de 1983 en Iga) es una exfutbolista japonesa que jugaba como defensa.
Miyazaki jugó 18 veces y marcó 2 goles para la selección femenina de fútbol de Japón entre 2001 y 2009. Miyazaki fue elegida para integrar la selección nacional de Japón para los Copa Mundial Femenina de Fútbol de 2003.

## Trayectoria

### Clubes
| Club                 | País  | Año         |
| -------------------- | ----- | ----------- |
| Iga FC Kunoichi      | Japón | 1999 - 2005 |
| TEPCO Mareeze        | Japón | 2006 - 2009 |
| Okayama Yunogo Belle | Japón | 2013        |

### Selección nacional
| Selección | País  | Año         |
| --------- | ----- | ----------- |
| Absoluta  | Japón | 2001 - 2009 |

## Estadística de equipo nacional
| Selección femenina de fútbol de Japón | Selección femenina de fútbol de Japón | Selección femenina de fútbol de Japón |
| Año                                   | Partidos                              | Goles                                 |
| ------------------------------------- | ------------------------------------- | ------------------------------------- |
| 2001                                  | 5                                     | 0                                     |
| 2002                                  | 5                                     | 1                                     |
| 2003                                  | 6                                     | 1                                     |
| 2004                                  | 1                                     | 0                                     |
| 2005                                  | 0                                     | 0                                     |
| 2006                                  | 0                                     | 0                                     |
| 2007                                  | 0                                     | 0                                     |
| 2008                                  | 0                                     | 0                                     |
| 2009                                  | 1                                     | 0                                     |
| Total                                 | 18                                    | 2                                     |